# La leggenda degli uomini straordinari
La leggenda degli uomini straordinari (The League of Extraordinary Gentlemen) è un film del 2003 diretto da Stephen Norrington, liberamente tratto dal fumetto La Lega degli Straordinari Gentlemen, ideato da Alan Moore e Kevin O'Neill per l'etichetta del primo America's Best Comics. La sceneggiatura è stata affidata a James Robinson, mentre delle musiche s'è occupato Trevor Jones e il montaggio è stato eseguito da Paul Rubell.
Il film segna l'ultima apparizione cinematografica con un ruolo da attore di Sean Connery, prima del suo ritiro dalle scene.

## Trama
1899. Il mondo intero è minacciato dal Fantasma, un avido e misterioso criminale mascherato che guida una spietata organizzazione terroristica che intende conquistare il mondo. Il criminale, senza nessuna pietà, saccheggia Londra e la Germania, inscenando attacchi reciproci per far scoppiare una guerra mondiale: a Londra fa strage di poliziotti e rapina la Banca d'Inghilterra per rubare i progetti delle fondazioni di Venezia di Leonardo da Vinci con un finto panzer tedesco, mentre in Germania un gruppo di uomini travestiti da soldati inglesi rapisce degli scienziati e fa saltare in aria con un lanciarazzi un deposito di dirigibili pieni di idrogeno. 
Il Servizio Segreto di Sua Maestà invia Sanderson Reed nella colonia del Kenya per reclutare l'avventuriero e cacciatore Allan Quatermain, rifugiatosi in Africa per passarvi tranquillamente gli ultimi anni della sua vita in seguito alla morte di suo figlio. Allan è inizialmente restio, ma subisce un attacco dove muoiono il suo amico Nigel e i locandieri (dilaniati da una bomba piazzata in una borsa appartenente ai soldati del Fantasma); questo convince Allan ad aderire al progetto e così fa ritorno in patria, capendo che anche l'Africa resterà coinvolta nel possibile conflitto.
A Londra, M, l'uomo che l'ha contattato, spiega che il Fantasma intende iniziare una guerra mondiale attaccando una riunione segreta dei leader mondiali a Venezia. Per evitare ciò, M sta formando la nuova generazione della Squadra degli Uomini Straordinari, un gruppo di individui dotati di capacità uniche che già in passato hanno salvato il mondo. M presenta Allan al resto del gruppo che lo accompagnerà nella missione: il capitano Nemo, che mette a disposizione il Nautilus; Rodney Skinner, che ha rubato la formula del siero dell'invisibilità al suo inventore e il governo gli ha promesso una cura; e la scienziata Mina Harker, vedova Jonathan Harker.
I quattro si recano nei Docks di Londra per reclutare l'invulnerabile Dorian Gray, ex amante di Mina che è immortale a causa di un ritratto maledetto. Il Fantasma e i suoi assassini li attaccano in casa di Dorian, ma la Squadra, aiutata dall'agente speciale americano Tom Sawyer, li respinge. Mina rivelerà in quest'occasione la sua reale natura di vampira quando addenterà al collo, dissanguandolo, un uomo del Fantasma che l'aveva immobilizzata. Gray e Sawyer si uniscono alla missione. L'ultimo membro, il dottor Henry Jekyll, viene catturato dopo un inseguimento per i tetti di Parigi nelle vesti del colossale e fortissimo Mr. Edward Hyde e in seguito, nel Nautilus, convinto a partecipare alla missione in cambio dell'amnistia che il governo inglese gli avrebbe concesso.
La Squadra si reca a Venezia a bordo del Nautilus, dove Nemo e Allan deducono il piano del Fantasma: con le incisioni di da Vinci rubate a Londra e l'esplosivo preso in Germania, il Fantasma intende far esplodere una bomba che distruggerebbe le fondamenta di Venezia, facendo affondare l'intera città e scatenando di conseguenza una guerra mondiale. Per di più, deducono che potrebbe esserci una talpa a bordo quando i residui di polvere flash di una fotocamera vengono trovati nella timoniera e una delle fiale della formula di trasformazione di Jekyll scompare. I sospetti cadono su Skinner, scomparso da diverso tempo.
La Squadra arriva a Venezia proprio mentre le bombe esplodono, facendo crollare, palazzo dopo palazzo, Piazza San Marco e il resto della città. Mentre Mina e Dorian combattono gli uomini del Fantasma, Sawyer usa l'automobile di Nemo per fermare questo effetto domino tramite un'esplosione controllata, salvando così la città. Allan insegue il Fantasma, che si rivela essere M stesso, il quale riesce a fuggire. Nel frattempo Dorian, che si rivela essere il vero traditore, uccide Ismaele, il primo ufficiale di Nemo, e fugge con una capsula di esplorazione di Nemo. 
La Squadra, a bordo del Nautilus, si lancia all'inseguimento, ma un membro dell'equipaggio trova un vinile in cui la squadra scopre la verità sul nemico: M (che si scopre essere il capo dell'organizzazione a cui fino ad allora hanno dato la caccia) ha intenzione di scatenare una guerra usando i poteri della Squadra stessa. M in realtà li ha radunati affinché Gray rubasse ai componenti della Squadra i loro poteri (la scienza avanzata di Nemo, un frammento di pelle invisibile di Skinner, la pozione di trasformazione di Jekyll e il sangue da vampiro di Mina), per creare un esercito invincibile e di svendere le formule al miglior offerente. Infine M rivela che grazie agli ultrasuoni nascosti nel messaggio stesso, farà esplodere una serie di bombe piazzate nel sottomarino. Quanto detto avviene e il Nautilus subisce molti danni, ma Mr. Hyde apre un boccaporto e lo fa riemergere, salvando tutti. Quando sembra che ormai Dorian e M non siano più rintracciabili, Skinner si mette in contatto con loro: durante il viaggio aveva intuito il tradimento di Dorian, ma, sapendo che non gli avrebbero creduto, era scappato nascondendosi nel "nautiloide" che il traditore ha usato per scappare, e ora ha raggiunto con lui la fabbrica in cui M e la sua organizzazione stanno costruendo il proprio esercito; mediante il codice Morse invia al Nautilus le coordinate preparandosi ad aspettarli.
In Mongolia, Skinner si ricongiunge ai compagni, dopo aver rivelato che gli scienziati rapiti hanno riprodotto poteri e invenzioni perché M tiene in ostaggio anche le loro famiglie. Allan divide il gruppo in più squadre. Mina, per vendicare il tradimento, uccide Gray ponendogli davanti il suo ritratto, che raffigura un Dorian sfigurato dal tempo e dalle ferite (l'invulnerabilità di Dorian è dovuta infatti al fatto che è il ritratto, e non lui, a subire invecchiamento e danni fisici): il ritratto torna a mostrare un Dorian giovane e bello, mentre il Dorian reale si trasforma in uno scheletro, che si riduce subito in polvere. Gli uomini di Nemo riescono a scappare con gli scienziati e le loro famiglie, mentre il capitano cerca di aiutare Hyde contro uno degli scagnozzi di M che, ingerita una quantità di pozione superiore alla norma, si è trasformato in un mostro ancora più grande. Hyde torna normale ma un'esplosione causata da Skinner distrugge parte del castello e le invenzioni e uccide il mostro. Intanto Allan e Tom se la vedranno con M, che in realtà è il professor James Moriarty. Tom è aggredito da un scagnozzo di M che si è reso invisibile, Allan lo salva ma viene pugnalato alla schiena. M fugge, ma Tom, grazie agli insegnamenti di Allan, riesce a ucciderlo sparandogli alla schiena da grande distanza, vendicando così la morte dell'eroe che spira di fronte a lui.
Qualche tempo dopo, in Africa, la squadra presenzia al funerale dell'eroe vittoriano. Consci di dover smettere di nascondersi, gli uomini straordinari decidono di ricominciare a interagire col resto del mondo. Come narra la leggenda, però, Quatermain è legato strettamente al "Continente Nero": durante una delle sue precedenti imprese, uno sciamano, al quale Allan aveva salvato il villaggio, lo benedì dicendogli che l'Africa non avrebbe mai permesso la sua morte. Quando tutti si sono allontanati, infatti, uno stregone inizia a danzare accanto alla tomba intonando un canto che scatena una tempesta, e la terra che copre la tomba comincia lentamente a smuoversi prima che un fulmine la colpisca.

## Distribuzione
Il film è uscito nelle sale negli USA l'11 luglio 2003, mentre nelle sale italiane il 10 ottobre 2003.

## Accoglienza

### Box office
Il film è uscito al secondo posto dietro La maledizione della prima luna.
Ha incassato circa $ 66.465.204 in Canada e negli Stati Uniti, $ 12.603.037 nel Regno Unito e $ 12.033.033 in Spagna. In tutto il mondo, il film ha raccolto $ 179.265.204.

### Risposta critica
Su Rotten Tomatoes il film ha un punteggio di approvazione del 17% basato sulle recensioni di 185 critici, con una valutazione media di 4/10. Il consenso critico del sito recita: "Semplicemente ordinario. È un'ottima premessa rovinata da una cattiva esecuzione". Su Metacritic ha un punteggio del 30% basato su recensioni di 36 critici, che indica "recensioni generalmente sfavorevoli". Il pubblico intervistato da CinemaScore ha assegnato al film un "B-" come voto medio su una scala da A+ a F.
Roger Ebert del Chicago Sun-Times ha assegnato al film una stella su quattro, affermando che "riunisce una splendida squadra di eroi per combattere un piano per il dominio del mondo, e poi, proprio quando sembra sul punto di diventare un vero e proprio tappatore di un film d'avventura, si tuffa in... motivazioni inspiegabili, cause senza effetti, effetti senza cause e follia generale." Peter Travers di Rolling Stone gli diede 1 su 4 e scrisse: "Ad eccezione di Connery, che d'inverno è sempre il leone, niente qui sembra autentico." Owen Gleiberman di Entertainment Weekly ha dato al film un voto "C-". La rivista Empire gli ha assegnato due stelle su cinque mentre criticava l'esposizione del film e la mancanza di profondità del personaggio, dicendo che "si avvicina pericolosamente all'ignominia di una stella".

## Riconoscimenti
- 2004 - Saturn Award
  - Candidatura per il miglior film fantasy
  - Candidatura per la miglior attrice non protagonista a Peta Wilson
  - Candidatura per i migliori costumi a Jacqueline West
  - Candidatura per il Cinescape Genre Face of the Future Award (maschile) a Shane West
- 2003 - Bogey Awards
  - Bogey Award
- 2003 - Golden Schmoes Award
  - Candidatura come peggior film dell'anno
  - Candidatura come maggior delusione dell'anno
- 2003 - Stinker Award
  - Candidatura per gli effetti speciali meno speciali
  - Candidatura per la musica più invadente a Trevor Jones
  - Candidatura per il peggior gruppo sullo schermo
- 2004 - Premi Visual Effects Society
  - Candidatura per la miglior composizione a George Macri, Mike Hardison, Patrick Murphy e Dan Trezise